# Serbiens demokratiska opposition
Serbiens Demokratiska opposition (Демократска oпозиција Cрбије) var en bred motståndsallians mot Serbiska Socialistpartiet och dess ledare Slobodan Milošević, bildad år 2000.
Demokratiska oppositionens presidentkandidat, Vojislav Koštunica vann valet i september 2000.
Koalitionen erövrade även parlamentarisk majoritet i december 2000. Man fick då 64,7% av rösterna och 176 av de 250 mandaten i nationalförsamlingen.
Serbiens Demokratiska opposition styrde landet fram till december 2003.
De 18 partier som grundade Serbiens Demokratiska opposition var:
- Demokratiska partiet (Serbien)
- Serbiska Medborgarförbundet
- Serbiens kristdemokratiska parti
- Nya Serbien
- Vojvodinas socialdemokratiska liga
- Socialdemokratiska unionen
- Alliansen av ungrare från Vojvodina
- Reformistiska demokratiska partiet i Vojvodina
- Vojvodinakoalitionen
- SocialDemokrati
- Rörelsen för ett demokratiskt Serbien
- Sandžaks demokratiska parti
- Ligan för Šumadija
- Förenade fria serbiska fackföreningar
- Demokratiskt alternativ
- Ny Demokrati (ND)
- Demokratiskt centrum

2001 hoppade det förstnämnda partiet av koalitionen.